# Dragon Ball Z - La storia di Trunks
Dragon Ball Z - La storia di Trunks (絶望への反抗！！残された超戦士・悟飯とトランクス?, Zetsubō e no Hankō!! Nokosareta chō-senshi • Gohan to Torankusu, lett. "Coraggio dinanzi alla disperazione!! Gli ultimi super guerrieri: Gohan e Trunks") è il secondo special televisivo tratto da Dragon Ball Z (seconda serie dell'anime). Narra gli avvenimenti accaduti nel futuro alternativo di Trunks, in cui Goku perde la vita a causa di un virus cardiaco durante l'arco dei cyborg, e dove un giovane Trunks prova a sconfiggere i nuovi nemici per riportare la pace sulla Terra.
Andò in onda per la prima volta in Giappone il 24 febbraio 1993 tra gli episodi 175 e 176 mentre negli Stati Uniti fu pubblicato su VHS a partire dal 24 ottobre 2000. La 1ª TV italiana avvenne il 25 agosto 2001 su Rai 2 con il primo doppiaggio Dynit, mentre il secondo fu trasmesso su Italia 1 nel 2003.

## Trama
In un futuro alternativo, Son Goku è morto in seguito ad una rara malattia cardiaca. Sei mesi dopo la sua scomparsa, il mondo è caduto in rovina a causa dei cyborg C-17 e C-18, creati dal Dr. Gelo. Tutti i guerrieri Z del futuro sono stati annientati dai cyborg in combattimento e metà della popolazione mondiale è stata sterminata. Stanco di assistere impotente al terrore e alla distruzione seminata dai due androidi, il giovane Trunks chiede a Son Gohan, l'ultimo guerriero Saiyan rimasto in vita oltre a lui, di fargli da maestro e di insegnargli a combattere. Trunks si impegna con tutto sé stesso per riuscire a diventare un Super Saiyan, ma la rabbia che possiede non è sufficiente per scatenare il suo potere nascosto. I due, per via degli allenamenti, trascorrono parecchio tempo insieme e si affezionano molto l'uno all'altro, al punto da considerarsi come fratelli. Di lì a breve, C-17 e C-18 attaccano una città vicina: Gohan, giudicando Trunks ancora inesperto, decide di impedirgli di partecipare allo scontro e, per questo, lo colpisce facendolo svenire. Gohan si scontra con i due cyborg combattendo strenuamente, ma perfino i poteri del Super Saiyan si rivelano inutili contro i due, ed il guerriero finisce per soccombere sotto i colpi degli androidi dopo un'eroica resistenza. Al suo risveglio, Trunks scopre che i due cyborg non solo hanno distrutto la città, ma hanno anche ucciso Gohan. Completamente accecato dall'ira e dal dolore per la morte del suo maestro, Trunks risveglia il suo potere assopito diventando finalmente un Super Saiyan.
Tre anni dopo, credendo di essere in grado di sconfiggerli dopo duri allenamenti, Trunks affronta i due cyborg; nonostante un piccolo vantaggio iniziale, C-17 e C-18 sono ancora molto superiori, e feriscono gravemente Trunks, quasi uccidendolo.
Dopo essersi ripreso, l'unica speranza che rimane a Trunks è quella di usare la macchina del tempo costruita da sua madre, Bulma, per tornare indietro nel tempo di vent'anni (poco dopo il ritorno di Goku sulla Terra in seguito alle vicende accadute sul pianeta Namecc) per avvertire i guerrieri del pericolo che li attende nell'immediato futuro e, soprattutto, per consegnare a Goku la medicina necessaria a curare la sua malattia al cuore.

## Differenze conDragon Ball Z
Nel futuro alternativo in cui è ambientato questo film ci sono delle differenze rispetto alla linea temporale di Dragon Ball Z:
- Son Goku è deceduto a causa di una rara malattia cardiaca.
- Piccolo, Vegeta, Yamcha, Tenshinhan e Crilin sono stati uccisi da C-17 e C-18 durante un combattimento.
- Son Gohan ha una cicatrice sull'occhio sinistro ed una pettinatura diversa rispetto a quella portata in Dragon Ball Z; inoltre perderà il braccio sinistro, in seguito ad uno scontro con i cyborg.
- Il Dr. Gelo viene ucciso da C-17 prima che possa attivare i cyborg C-16 e C-19.
- In questa linea temporale, Freezer e suo padre Re Cold vengono sconfitti da Goku, ma non viene fatta vedere nel film.

## Colonna sonora
Le seguenti canzoni vennero aggiunte nell'edizione americana del film:
1. Bootsy Collins with Buckethead – Shackler
2. Neck Down – Garden of Grace
3. Triprocket – Immigrant Song
4. Dream Theater – Regression
5. Dream Theater –  Overture 1928
6. Dream Theater – Fatal Tragedy
7. Dream Theater – Through Her Eyes
8. Dream Theater – Home
9. Dream Theater – Dance of Eternity
10. Dream Theater – Beyond This Life
11. Slaughter – Prelude

## Differenze col manga
La storia di Trunks è tratto dal capitolo speciale "Trunks The Story - Il guerriero solitario" collocato nel manga tra il 396º e il 397º capitolo, e raccolto nel volume 33. 
Rispetto alla controparte cartacea, lo special TV è molto più approfondito, mostrando anche alcuni personaggi minori sopravvissuti nascondendosi, poiché non combattenti, e facendo vedere interamente le battaglie di Gohan e Trunks del futuro contro i cyborg. Una differenza particolare tra le due versioni, è la prima trasformazione in Super Saiyan di Trunks; nel manga mostra di sapersi già trasformare mentre si allena con Gohan, quando egli ha già perso un braccio e prima di andare a battersi per l'ultima volta con C-17 e C-18. 
Nello speciale animato invece Trunks diventa Super Saiyan solo in seguito alla rabbia scaturita per l'aver ritrovato il corpo del suo maestro ucciso dagli androidi. La scena del ritrovo del cadavere è presente anche nel manga, ma oltre alla differenza della trasformazione è differente anche il luogo del ritrovo. Infatti nell'anime Gohan viene trovato in una pozza di acqua dovuta al fatto che stesse piovendo molto forte (la pioggia non c'è nel manga). Questa sequenza dello speciale TV è stata anni dopo ricreata nell'episodio 52 di Dragon Ball Super; la sequenza è pressoché identica, se non per il fatto che Gohan è morto a testa in su e con gli occhi chiusi, mentre nello special TV era a testa in giù e con gli occhi aperti.

## Curiosità
- In una scena iniziale del film appare un palloncino che raffigura l'immagine di Goku bambino con sotto le iniziali "D.B. SP".
- Quando viene mostrata la Kame House abbandonata si può scorgere, nelle ultime sequenze, un borsone da sport con la scritta UEDA, il cognome del regista Yoshihiro Ueda, direttore del film.
- Nell'episodio 164 di Dragon Ball Z, Il terribile futuro in cui ha vissuto Trunks, vi sono dei flashback che mostrano come si è svolto il duello fra i guerrieri Z e i due cyborg quando questi apparvero su un'isola a nove chilometri a sud-ovest della Città del Sud, sei mesi dopo la morte di Goku. Questo combattimento non corrisponde con quanto mostrato nello speciale televisivo: infatti, nella serie TV è Vegeta a essere ucciso per primo da C-17, che lo disintegra con un'onda di energia (mentre nello Special lo uccide con una ginocchiata nello stomaco), subito seguito da Piccolo, che muore per mano di C-18. Nello Special avviene il contrario, è Piccolo a perire per primo e anche le morti degli altri guerrieri sono diverse.

## Personaggi e doppiatori
| Personaggio                                  | Doppiatore originale | Doppiatore italiano (doppiaggio originale) | Doppiatore italiano (ridoppiaggio 2003) |
| -------------------------------------------- | -------------------- | ------------------------------------------ | --------------------------------------- |
| Son Gohan adulto                             | Masako Nozawa        | Giorgio Borghetti                          | Davide Garbolino                        |
| Son Gohan bambino                            | Masako Nozawa        | Alessio De Filippis                        | Patrizia Scianca                        |
| Trunks                                       | Takeshi Kusao        | Massimiliano Alto                          | Simone D'Andrea                         |
| C-17                                         | Shigeru Nakahara     | Stefano Onofri                             | Patrizio Prata                          |
| C-18                                         | Miki Itō             | Rosalinda Galli                            | Debora Magnaghi                         |
| Bulma                                        | Hiromi Tsuru         | Francesca Guadagno                         | Emanuela Pacotto                        |
| Chichi                                       | Naoko Watanabe       | Barbara De Bortoli                         | Elisabetta Spinelli                     |
| Stregone del Toro                            | Daisuke Gouri        | Michele Kalamera                           | Tony Fuochi                             |
| Muten                                        | Kohey Miyauchi       | Oliviero Dinelli                           | Mario Scarabelli                        |
| Olong                                        | Naoki Tatsuta        | Fabrizio Mazzotta                          | Riccardo Peroni                         |
| Pual                                         | Naoko Watanabe       | Ilaria Latini                              | Federica Valenti                        |
| Tartaruga                                    | Daisuke Gōri         | Manfredi Aliquò                            | Tony Fuochi                             |
| Vegeta                                       | Ryō Horikawa         | Massimo De Ambrosis                        | Gianluca Iacono                         |
| Crilin (Crili nel doppiaggio Mediaset)       | Mayumi Tanaka        | Davide Lepore                              | Marcella Silvestri                      |
| Tenshinhan (Tensing nel doppiaggio Mediaset) | -                    | -                                          | Claudio Ridolfo                         |
| Yamcha (Iamko nel doppiaggio Mediaset)       | -                    | -                                          | Diego Sabre                             |
| Piccolo (Junior nel doppiaggio Mediaset)     | -                    | -                                          | Alberto Olivero                         |
| Narratore                                    | Jōji Yanami          | Gaetano Varcasia                           | Mario Scarabelli                        |

## Edizioni home-video
Il film è uscito in VHS sotto il marchio Dynamic Italia col 1° doppiaggio e, successivamente, su DVD col 2° doppiaggio, quello Merak.